# Christian Kosegarten
Christian Kosegarten (* 7. Mai 1770 in Grevesmühlen; † 21. April 1821 in Hamburg) war ein deutscher Jurist, Rechtsanwalt, Philosoph, Lyriker und Schriftsteller.

## Leben
Friedrich Franz Kosegarten war der jüngste Sohn des Pastors Bernhard Christian Kosegarten (1722–1803). Seine Mutter Anna Christiane, geb. Stiegenhaus, († 1979) war die zweite Ehefrau des Vaters. Der Theologe, Pädagoge und Schriftsteller Friedrich Franz Kosegarten (1772–1849) war sein Bruder, die Pastoren Johann Joachim Kosegarten (1751–1823) und Ludwig Gotthard Kosegarten (1758–1818) waren seine Halbbrüder.
Christian Kosegarten studierte zuerst Theologie und war dann als Hauslehrer in Neustrelitz, Waren (Müritz) und Hamburg tätig. Ab Ostern studierte er in Leipzig Jura und wurde 1801 promoviert. 1802 heiratete er die Tochter Friederike des Lübecker Ratschirurgen. Er kehrte nach Hamburg zurück, erhielt 1803 das dortige Bürgerrecht und wurde Advokat. Er soll den Feldzug von 1813 mitgemacht haben und starb später an Auszehrung.

## Schriften
- Gedichte. Rostock 1794 mit Johann Dietrich Hartmann (1762–1840)
- Kritik der Humanität. Leipzig 1796
- Was soll der Fürst seyn? Was kann der Fürst seyn?. Hamburg 1797
- Memnons Bildsäule in Briefen an Ida von Kosegarten. Berlin 1799 (Digitalisat)
- Meine Freuden in Sachsen. Leipzig 1801 (Digitalisat)
- Der Freystaat. Hamburg 1809
- Vorschläge für die Rechtspflege in Hamburg. Hamburg 1813
- Ansichten über den deutschen Staatenburnd. Hamburg 1816
- Grundzüge für ein Appellations-Gericht der vier freien Städte Deutschlands. Hamburg 1817
- Grundzüge unseres Zeitalters in Deutschland. Leipzig 1819 (Digitalisat)